# ザ・テラスホテルズ
ザ・テラスホテルズ株式会社（英: The Terrace Hotels Co., Ltd.）は、沖縄県のリゾートホテル及び映画館（シネマコンプレックス）などを運営する企業。
沖縄県大手建築業の國場組の子会社であり、ホテル事業は地元資本の観光ホテル業大手の一つで、映画館事業は県内最大手である。

## 概要
沖縄県名護市部瀬名岬地域の総合リゾート開発計画である「ブセナリゾート」の中核企業の一つ。1985年12月に名護国際観光株式会社として設立。2002年6月に名称変更。
2007年3月、親会社の國場組経営再建に関連し、親会社が営んでいたシネマ、外食、料飲、燃料、保険、火薬の流通六事業を約150億円で事業譲渡された。

## ホテル事業
- ザ・ブセナテラス（名護市）
1997年7月にオープン。部瀬名岬を利用し、プライベートビーチなどを有している県内でも屈指のリゾートホテル。2000年に開催された九州・沖縄サミットの主会場となった「万国津梁館」に隣接し、会期中は森喜朗首相をはじめとする日本政府代表の宿舎となった。2002年度と2005年度にJTB協定旅館ホテル連盟選定「サービス最優秀ホテル・大規模宿泊施設部門」を受賞。
- ザ・ナハテラス（那覇市）
香港を本拠とする高級ホテルチェーンリージェント・インターナショナルの日本進出第一号として、1986年にリージェント沖縄として開業。リージェントの日本撤退により、2年後に全日空ホテルが運営を引き継ぎ、パレスオンザヒル沖縄と改称。1999年8月にテラスホテルズが運営を引き継ぎ、ザ・ナハテラスに改称。那覇新都心に隣接する高級シティホテルとして営業している。
- ジ・アッタテラスクラブタワーズ&ゴルフリゾート（国頭郡恩納村）
1994年に海邦興産が海邦カントリークラブとして開業したゴルフ場を、2002年にテラスホテルズが運営を引き継ぎ、ジ・アッタテラスゴルフリゾートに改称。その後、新たに客室棟を建設し、2005年6月にジ・アッタテラスクラブタワーズを開業。〔大人のサンクチャアリ〕をコンセプトに、客室を除く施設の利用は16歳以上の宿泊者に限定している。全室クラブフロアグレードの部屋となっている。2007年度、JTB協定旅館ホテル連盟選定「サービス最優秀ホテル・中規模ホテル部門」を受賞。
- ザ・テラスクラブ アット ブセナ（名護市）
ブセナテラスに隣接していた国民宿舎「名護浦荘」（1999年3月終了）[2]の跡地に2011年4月1日オープン。最新のタラソプールと療法プログラムを備え、全室クラブフロアグレードの部屋となっている。当初は「ザ・テラスクラブ ウェルネスリゾート アット ブセナ」の名称だったが、2012年4月1日より現名称となった[3]。テラスホテルで唯一スモール・ラグジュアリー・ホテルズ・オブ・ザ・ワールド加盟ホテル
- ジ・ウザテラス ビーチクラブヴィラズ(読谷村宇座)
2016年3月18日開業。全室プール付きのプライベートヴィラ。

（付記：各ホテル間はシャトルバスが運行している）

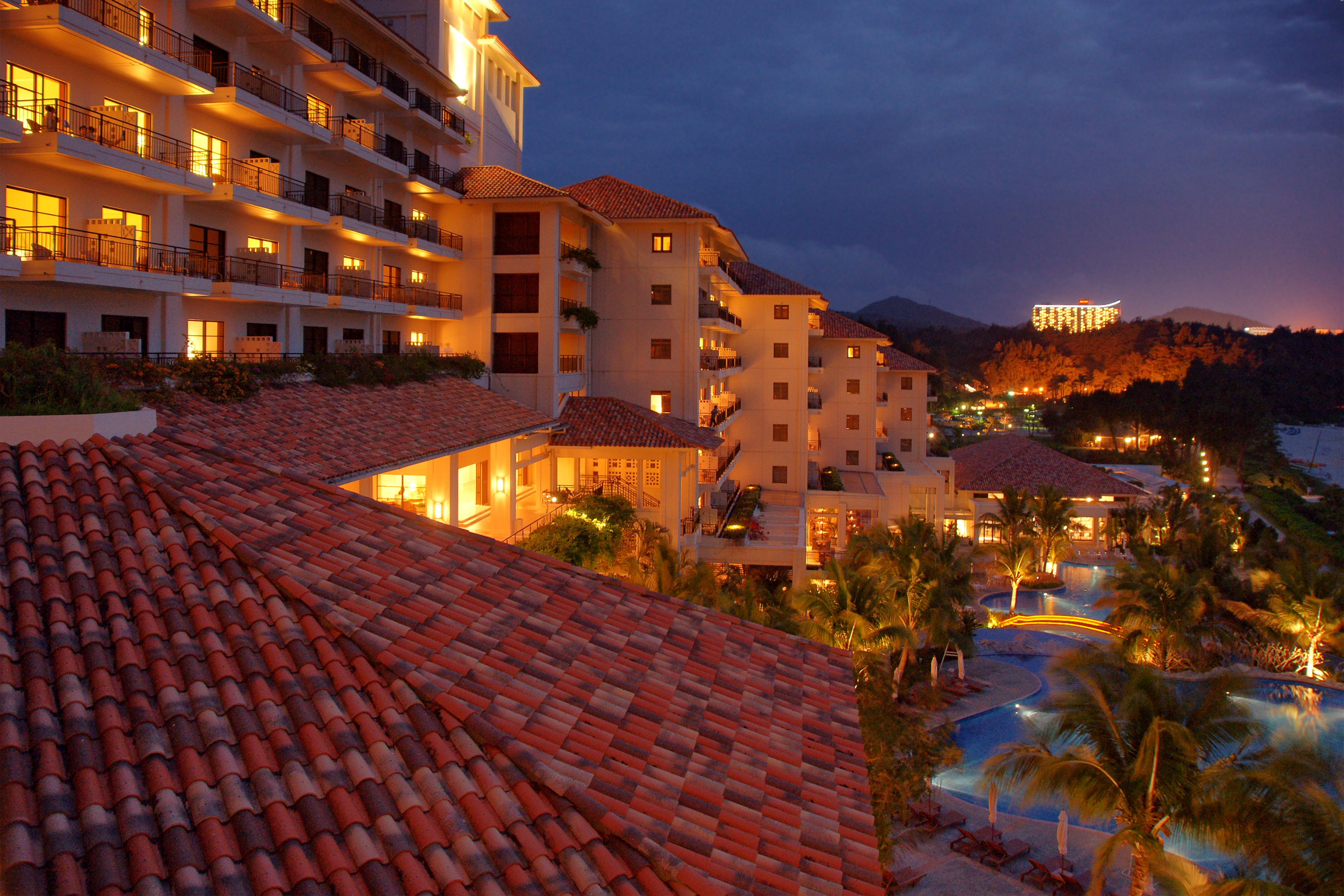
ザ・ブセナテラス
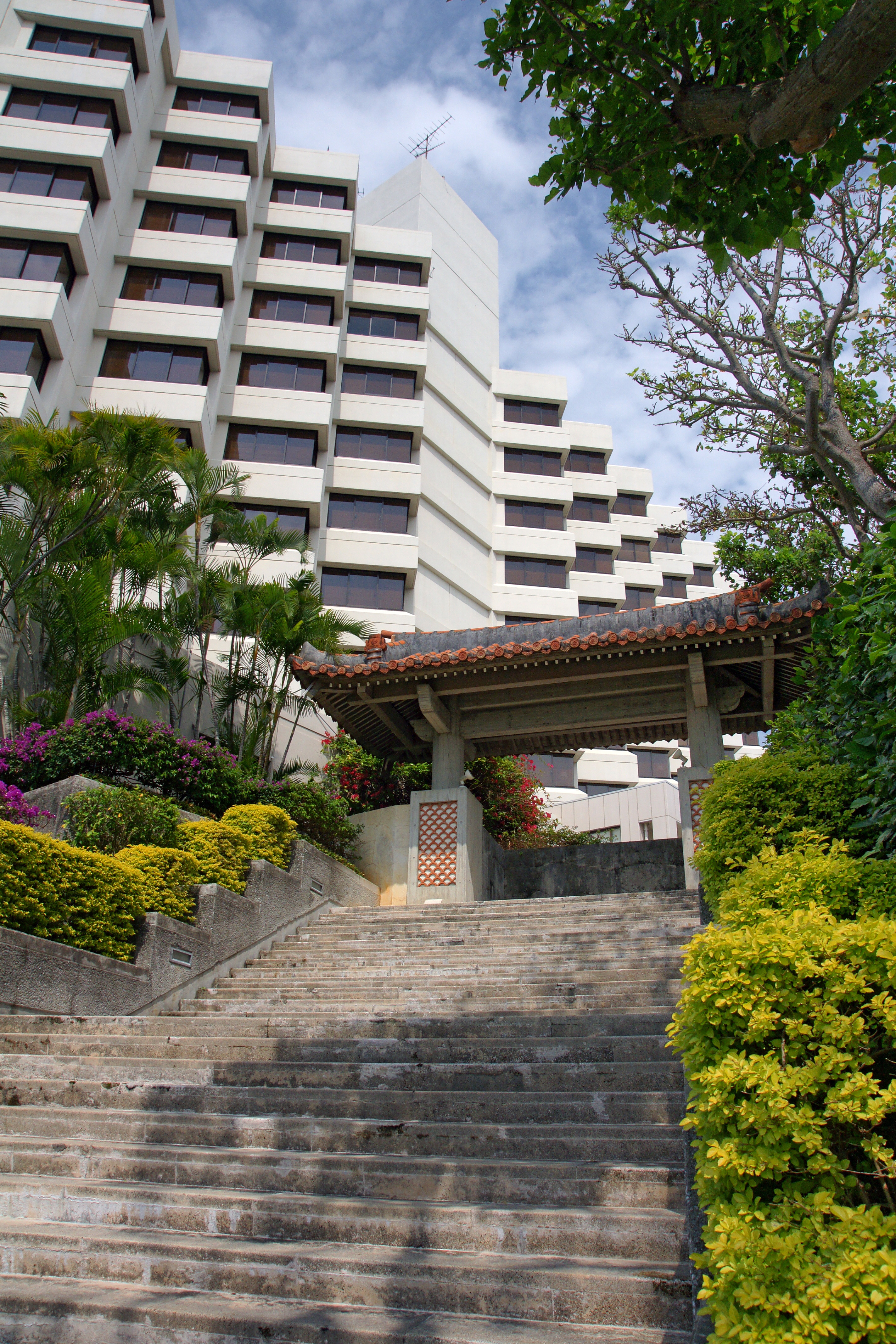
ザ・ナハテラス
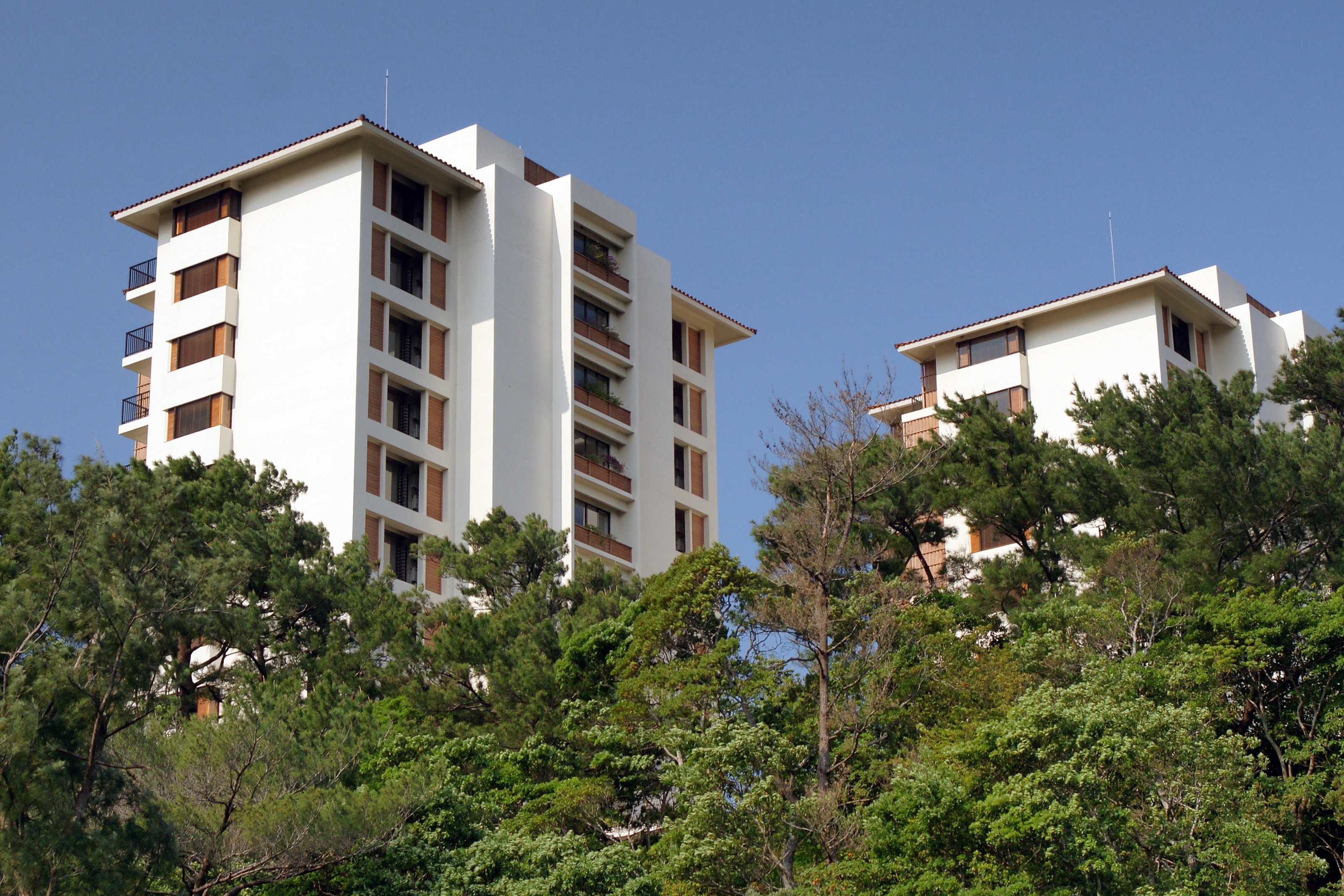
ジ・アッタテラス　クラブタワーズ

## 映画館事業（スターシアターズ）
親会社の國場組が運営していた映画館を2007年に引き継いで運営されている。
日本映画ではアメリカ統治時代から東宝配給作品を得意とし、ミハマ7プレックスの開館以降は琉映から松竹配給作品の移管を受けている。琉映が運営する2005年の桜坂シネコン琉映閉館から、2019年にユナイテッド・シネマPARCO CITY 浦添が開館するまでは、事実上沖縄本島内におけるロードショー系の映画館は当社が運営を独占していた。また、東映・ギャガ配給作品は、桜坂シネコン琉映閉館前は上映されなかった。

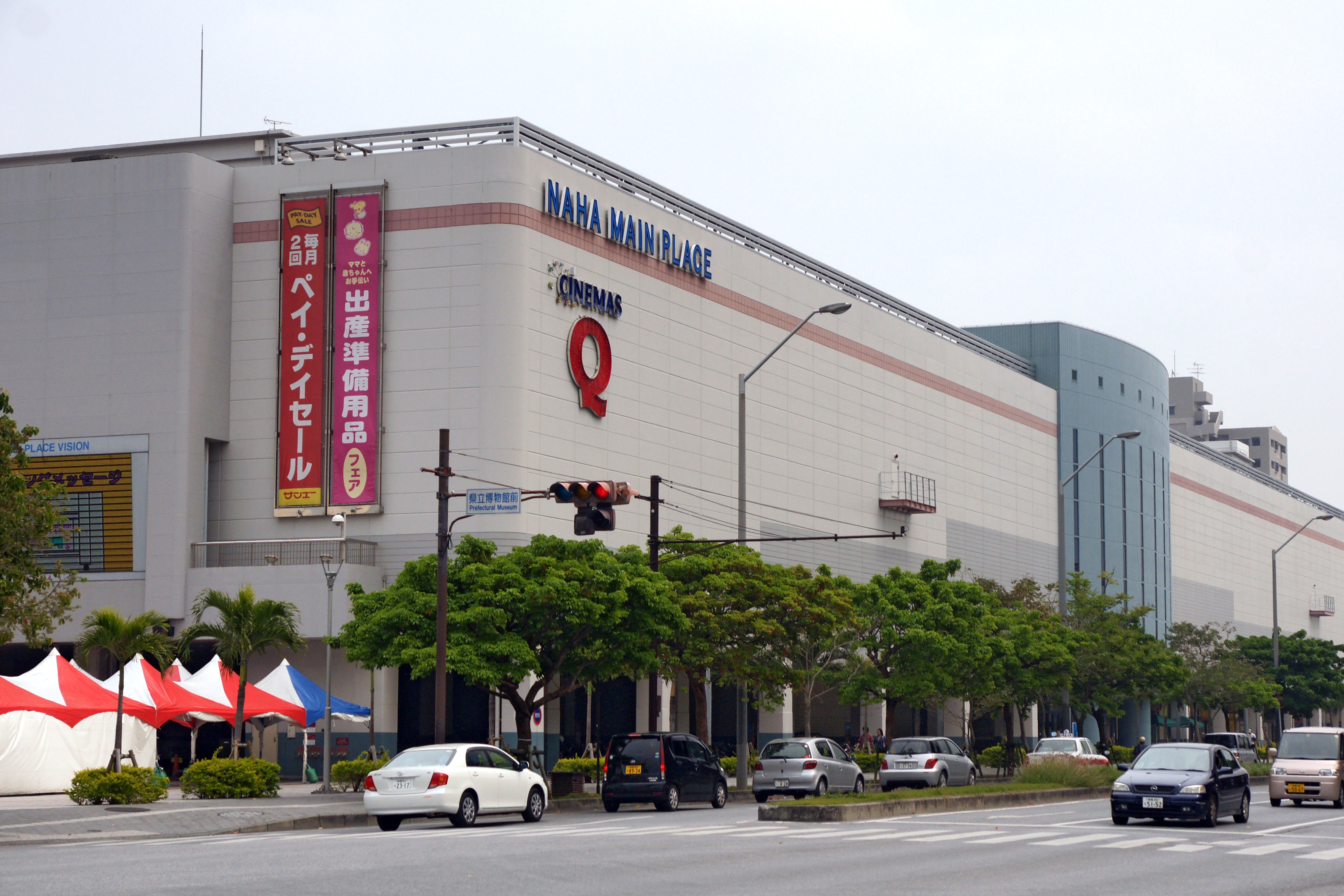
シネマQがあるサンエー那覇メインプレイス

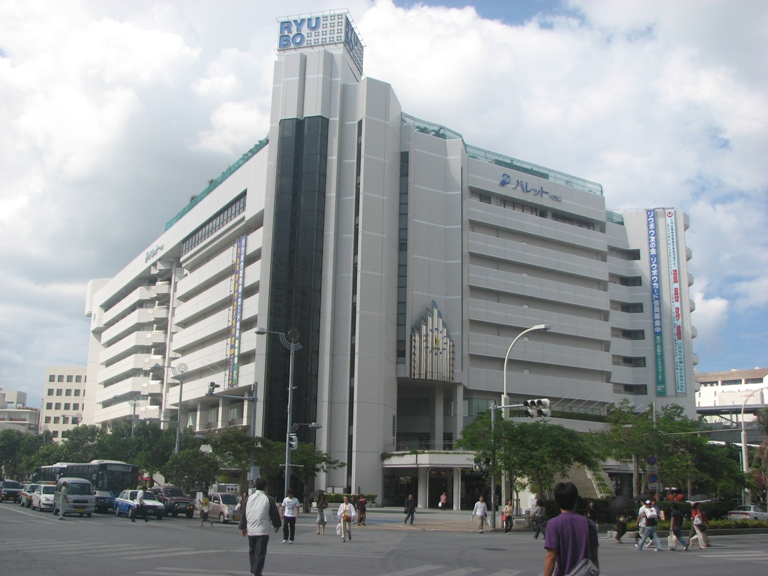
シネマパレットが入居するパレットくもじ

- シネマQ（那覇市おもろまち4丁目・サンエー那覇メインプレイス内）
2002年9月20日に閉館した「國映館」「グランドオリオン」の後継映画館として同年10月1日にオープン。9スクリーン・1,901席。
- シネマライカム（中頭郡北中城村・イオンモール沖縄ライカム内）
2015年4月25日、イオンモール沖縄ライカムの開業と共にオープン。開館当初からスターシアターズが運営。当初から9スクリーン・1,403席。スターシアターズで唯一イオングループの商業施設内にあるため、沖縄県内のイオンエンターテイメント単独配給作品は、当館で上映される。
- ミハマ7プレックス（中頭郡北谷町・美浜タウンリゾート・アメリカンビレッジ内・イオン北谷ショッピングセンター隣り）
1997年7月12日に沖縄県初のシネマコンプレックスとしてオープン。当初は7スクリーンだったが、1999年3月19日に1スクリーン増設し一時期は『ミハマ7プレックス+ONE』となっていた[5]。8スクリーン・2,019席。なおオープンに当たり同社運営の既存館の整理が行われ、桜坂オリオンが1997年1月17日に[6]、ゴヤオリオンが同年6月22日に閉館している[7]。
- サザンプレックス（島尻郡南風原町・イオン南風原ショッピングセンター向い）
2005年12月17日オープン。7スクリーン・1,056席。県内で初めてDLPシネマシステムを導入した[8]。
- シネマパレット（那覇市久茂地1丁目・パレットくもじリウボウ側9階）
1991年のパレットくもじの開業と共にオープン。シネマQ開館前は大作映画も上映されていたが、それ以降はミニシアター向きの作品が中心。現在のスターシアターズ運営館では1番古い。シネマ1：180席、シネマ2：91席。
- シネマプラザハウス1954（沖縄市・プラザハウスショッピングセンター内）

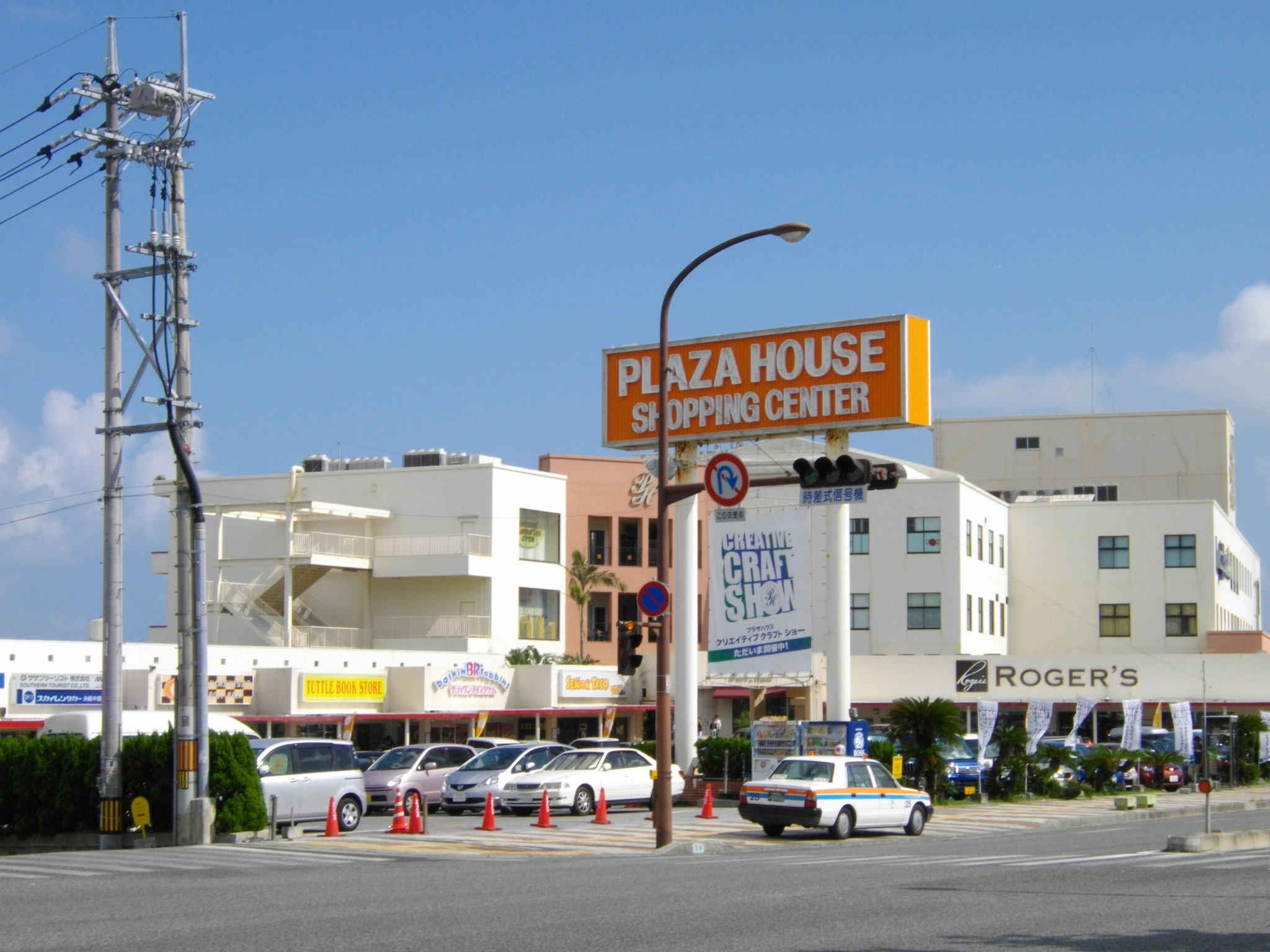
プラザハウスショッピングセンター
2019年11月22日に沖縄県内では前述のシネマパレットと桜坂劇場に次ぐ3館目となるミニシアター系の上映館として開業。沖縄市内ではピンク映画上映館のコザ琉映閉館から3年ぶりとなる。スクリーンは2つあり、双方とも48席。